# Gnophos kovacsi
Gnophos kovacsi là một loài bướm đêm trong họ Geometridae.